# Melanella intermedia
Melanella intermedia är en snäckart som först beskrevs av Cantraine 1835.  Melanella intermedia ingår i släktet Melanella och familjen Eulimidae. Inga underarter finns listade i Catalogue of Life.